# Studečky
Studečky jsou vesnice v okrese Nymburk ležící v polích vpravo od silnice spojující obec Jíkev a osadu Studce. Trvale či rekreačně obývaných domů je osm. Jeden z nich je původně panský dvůr. Druhý, menší, je zbořen.

## Historie
První písemná zmínka o vesnici pochází z roku 1419.
Spojení s okolními obcemi a okresním městem zajišťuje autobusová doprava. Přímo do obce nezajíždí. Nejbližší vlaková zastávka je za obcí Jíkev. Dříve osadou vedla úzkokolejná dráha zajišťující svoz cukrové řepy do cukrovaru Vlkava. Na místě nákladového nádraží byl vystavěn v druhé polovině 70. let 20. století velkokapacitní teletník a poblíž něj ocelový seník.
V roce 2007 starousedlíci obnovili tradici a postavili novou dřevěnou zvonici na opačné straně pískovcového křížku, než stála původní, stržená po druhé světové válce. Zrekvírovaný zvon nebyl vrácen.

## Další fotografie

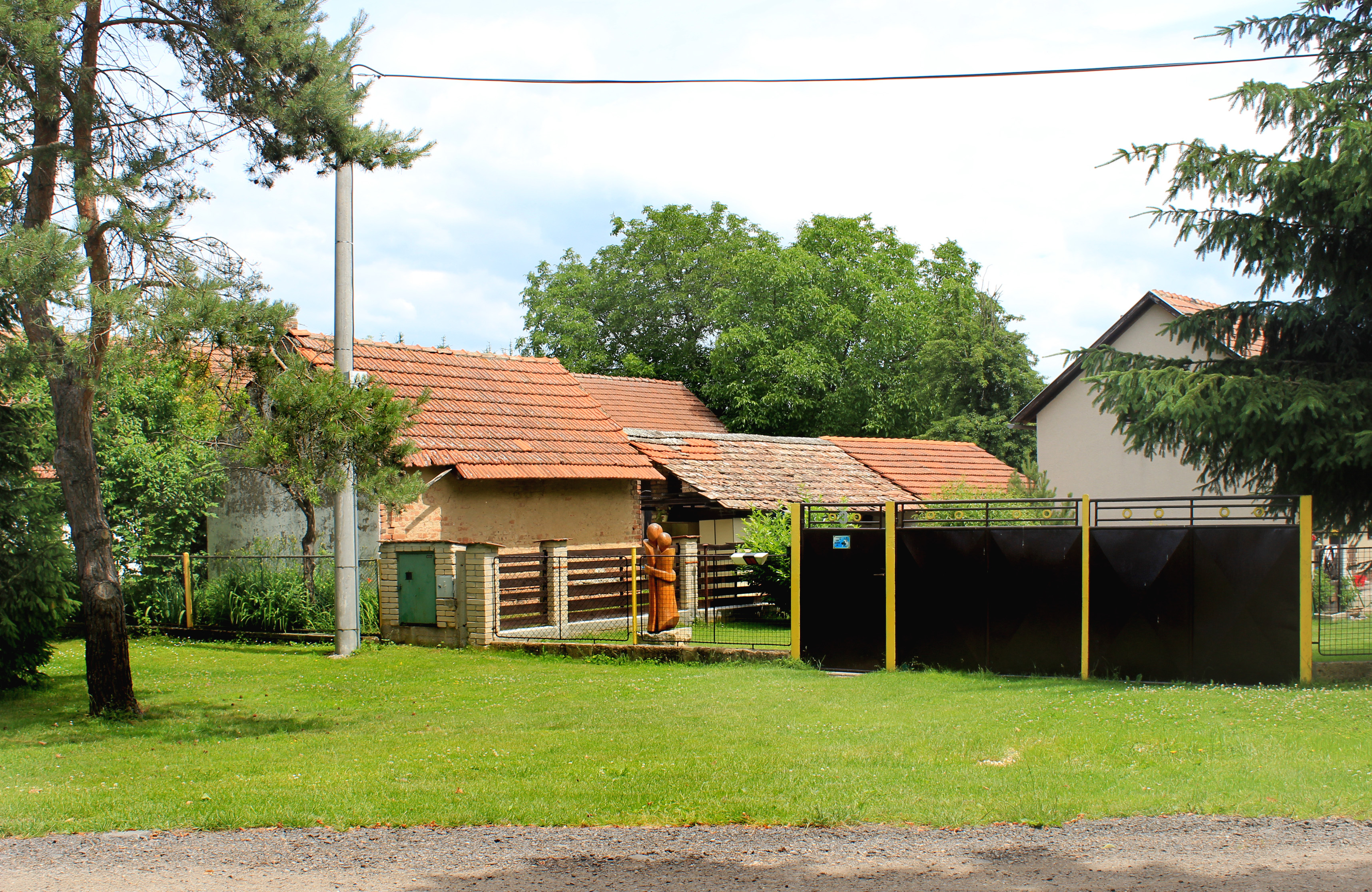
Dům čp. 3 se skulpturou milenců
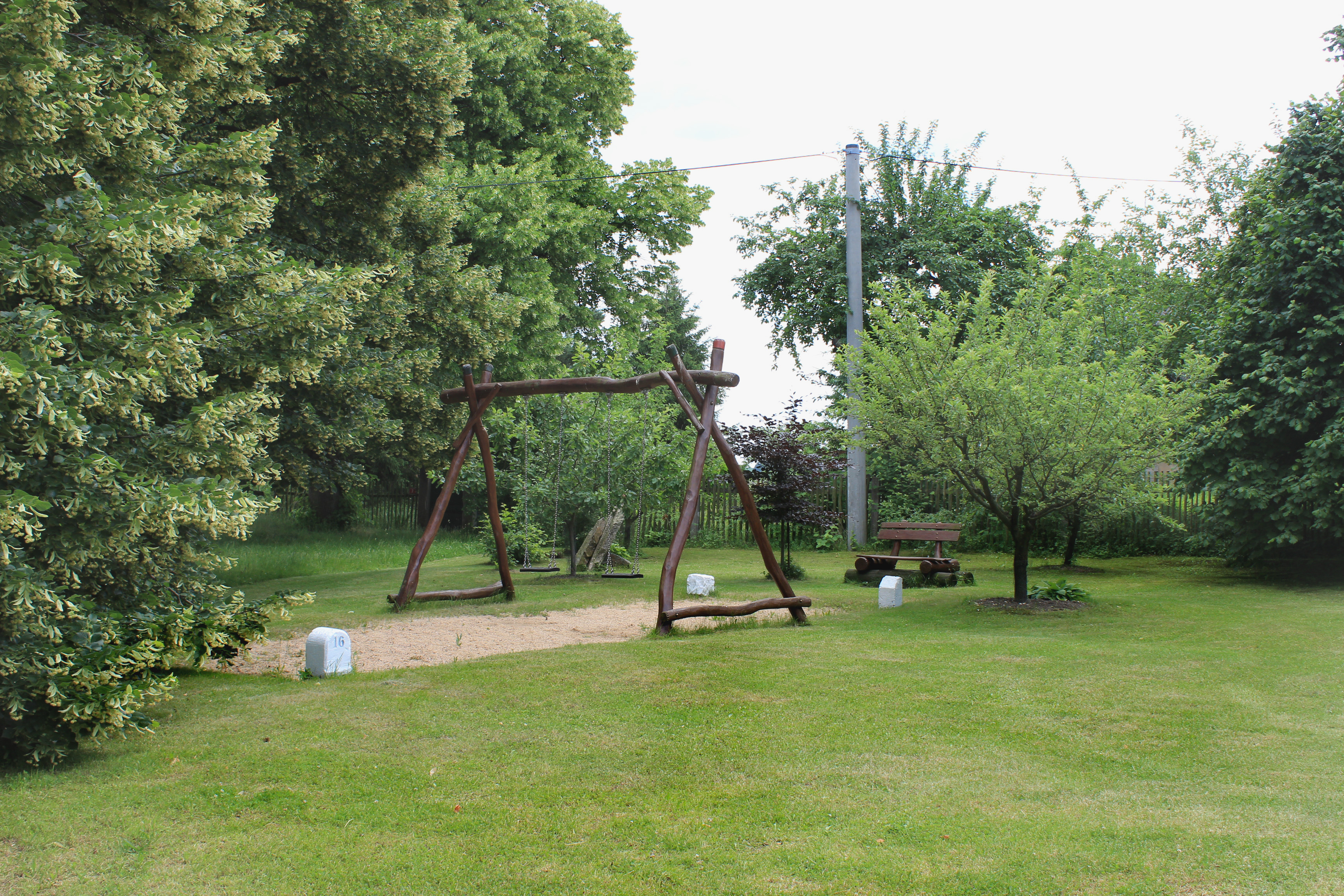
Malé dětské hřiště